# Hyperolius spatzi
Hyperolius spatzi es una especie de anfibio anuro de la familia Hyperoliidae.

## Distribución geográfica
Esta especie se encuentra en Senegal y Gambia. Su presencia es incierta en el sur de Mauritania y Guinea-Bissau.

## Etimología
Esta especie lleva el nombre en honor a Paul W. H. Spatz (1865–1942).

## Publicación original
- Ahl, 1931: Amphibia, Anura III, Polypedatidae. Das Tierreich, vol. 55, p. 477.[4]